# Poly(3-hydroxybutyrat-co-3-hydroxyhexanoat)
Poly(3-hydroxybutyrat-co-3-hydroxyhexanoat) (PHB-PHHx) ist ein Copolymer mit den Monomereinheiten aus dem hochkristallinen PHB und dem elastomeren PHHx mit molaren Anteilen von 4–50 mol % PHHx. Im Polymer sind die n (zwischen 100 und 30.000) Monomere im Allgemeinen zufällig angeordnet.
Es gibt auch PHA-Blockpolymere mit größeren Bereichen einer Monomereinheit.
Die Biopolymere Polyhydroxybuttersäure (PHB) und Polyhydroxyhexansäure (PHHx) sind Polyhydroxyalkanoate (PHA).
Die Erhöhung des Gehalts an 3HHx-Einheiten verringert die Kristallinität und die Schmelztemperatur, sodass das Verarbeitungsfenster mit minimierter thermischer Degradation erweitert wird.

## PHB-PHHx-Copolymer
Reines PHB lässt sich nur eingeschränkt anwenden, da es spröder als Polypropylen (PP) ist. Erst mit der biochemischen Synthese von Copolymeren, wie z. B. Poly(3-hydroxybutyrate-co-3-hydroxyvalerate), (3PHB-3HV), Poly(3-hydroxybutyrate-co-3-hydroxyhexanoate), (3PHB-3HHx) oder Poly(3-hydroxybutyrate-co-3-hydroxyoctanoate), (3PHB-3HO), konnte es flexibler eingesetzt werden.

## Biogene Produktion

### Gewinnung
Die Synthese kurzkettigen PHAs (SCL) und mittelkettigen PHAs (MCL) innerhalb eines Mikroorganismus treten im Allgemeinen die folgenden Schritte auf:
Die Kohlenstoffquelle diffundiert zunächst durch die Zellmembran der Mikroorganismen. Dann wandeln die anabolen und/oder katabolischen Reaktionen die Kohlenstoffquelle in ein Acetoacetyl-Coenzym A um.
Das folgende Hydroxyacyl-Coenzym A dient als das Substrat für die Bildung des Enzyms der PHA-Synthasen bzw. PHA-Polymerasen. Es ist zur Katalyse der Polyveresterungsreaktion erforderlich.
Die fermentative Synthese kann auf Basis von kurzkettigen Fettsäuren (Valeriansäure, Propionsäure, Levulinsäure), Pflanzenöl wie z. B. Palmöl und Zucker (Glucose, Fructose, Sucrose) als weiterer Kohlenstoffquelle erfolgen. PHB-PHHx wird aus den Bakterienzellen durch Extraktion isoliert. Die Copolymere können aus der Biomasse mit Chloroform extrahiert werden. Es werden keine halogenierten Lösungsmittel benötigt.

### Fermentative Gewinnung
Anbei einige ausgewählte Stämme an Mikroorganismen, die aus Substraten das PHB-co-PHHx-Copolymer in der trockenen Zellmasse mit zufälliger (randomised) Reihenfolge der Monomere synthetisieren. Die vollständigen Tabellen in den Artikeln können über den DOI in den Referenzen als Volltext heruntergeladen werden.
| Gruppe Kohlenstoff-Quelle   | Kohlenstoff-Quelle                        | Mikroorganismen-Stamm                                                                                             | PHA                                                          |
| --------------------------- | ----------------------------------------- | --- | ------------------------------------------------------------ |
| Kohlenstoffdioxid           | (H2/O2/CO2=8:1:1)                         | Cupriavidus necator                                                                                               | POLY(3HB-co- -11 mol % 3HHX)                                 |
| Fettsäuren                  | Buttersäure und Hexansäure                | Rhodospirillum rubrum                                                                                             | POLY(3HB-co- 3HHX)                                           |
| Fettsäuren                  | Buttersäure und Hexansäure                | Rhodospirillum rubrum                                                                                             | POLY(3HB-co- 3HHX)                                           |
| Fettsäuren                  | Hexansäure                                | Ralstonia eutropha Re2001                                                                                         | POLY(3HB-co- -18,9 mol % 3HHX)                               |
| Fettsäuren                  | Laurinsäure, Ölsäure                      | Aeromonas caviae                                                                                                  | POLY(3HB-co- -25 mol % 3HHX)                                 |
| Fettsäuren                  | Laurinsäure, Ölsäure                      | Aeromonas hydrophila                                                                                              | POLY(3HB-co- -28,8 mol % 3HHX)                               |
| Fettsäuren                  | Palm-Ölsäure (PO)                         | Recombinant C. nector H16 (Re2058/pCB113) ATCC17699 Ralstonia eutropha, Alcaligenes eutrophus, Wautersia eutropha | POLY(3HB-co- -24,8 mol % 3HHX)                               |
| Hydroxysäuren               | 3-Hydroxybuttersäure, 3-Hydroxyhexansäure | Aeromonas hydrophilia, Aeromonas caviae                                                                           | POLY(3HB-co- -11mol % 3HHX)                                  |
| Fettsäuren und Zucker       | Laurinsäure, Glucose                      | Aeromonas hydrophila 4AK4                                                                                         | POLY(3HB-co- -11 mol % 3HHX)                                 |
| Fettsäuren und Zucker       | Laurinsäure, Glucose                      | Escherichia coli                                                                                                  | POLY(3HB-co- -15-20 mol % 3HHX)                              |
| Fettsäuren, Zucker          | Levulinsäure, Glucose                     | Ralstonia eutropha                                                                                                | POLY(3HB-co- -21,4 % 3HHX)                                   |
| Fettsäuresalz und Zucker    | Na-Propionat, Glucose                     | Corynebacterium glutamicum                                                                                        | POLY(3HB-co- -11 mol % 3HHX)                                 |
| Fette und Öle               | Olivenöl                                  | Aeromonas hydrophilia, Aeromonas caviae                                                                           | POLY(3HB-co- -3HHX)                                          |
| Fette und Öle               | Rohes Palmkernöl (CPKO)                   | Recombinant C. nector H16 (Re2058/pCB113)                                                                         | POLY(3HB-co- -14,7 mol % 3HHX)                               |
| Fette und Öle               | Palmöl                                    | Ralstonia eutropha Re2135 (48 h)                                                                                  | POLY(3HB-co- -31,4 mol % 3HHX)                               |
| Fette und Öle               | Pflanzenöl                                | PHA from Kaneka Corporation                                                                                       | POLY(3HB-co- -8,4 mol % 3HHX) POLY(3HB-co- -11,8 mol % 3HHX) |
| Salze von Fettsäuren        | Natriumbutyrat und Natriumhexanoat        | β-oxidation Pseudomonas putida KT2442.                                                                            | POLY(3HB-co- -Diblock 42 mol % 3HHX)                         |
| flüssiger Kohlenwasserstoff | n-Octan                                   | Pseudomonas oleovorans, Pseudomonas citronellolis                                                                 | P3HHx                                                        |

### Industrielle Produktion und Vertrieb
Der Chemiker Isao Noda (* 29. Januar 1951, in Tokio, Japan) ging 1978 zu Procter & Gamble. Er spezialisierte sich auf dem Gebiet der Biopolymere Polyhydroxyalkanoate (PHA). Noda entwickelte mittelkettige-verzweigte Polyhydroxyalkanoate (mcl-PHA). Das erfolgreichste von ihm entwickelte PHA trägt den Markennamen „Nodax“.
Kaneka Corporation (Minato-ku bei Tokio in Japan) ist Entwickler und Hersteller von kommerziellen Poly(3HB-co-3HHx) (PHBH)-Qualitäten. Ihre Anlage in Takasago hat eine Kapazität von 5.000 Tonnen/Jahr.
Die Firma Merck-Sigma-Aldrich vertreibt Poly((R)-3-hydroxybutyrate-co-(R)-3-hydroxyhexanoate) mit einem Anteil von 15,2 mol % PHHx.

## Eigenschaften
Poly(3HB-co-3HHx) kombiniert die thermomechanischen Eigenschaften von Polyethylen (PE) wie Zugfestigkeit (tensil strength); Flexibilität (flexibility); Duktilität (ductility); Zähigkeit (toughness) und Elastizität (elasticity) mit den physichochemischen Eigenschaften (vergleichbar) zu Polyester wie Bedruckbarkeit (printability), Anfärbbarkeit (dyeability), und Wasserdampfsperre als auch geringe Sauerstoffpermabilität und Geruchsperre (barrier performance). Blends mit Polylactide (PLA) und Thermoplastische Stärke (TPS) können gebildet werden.
Der Schmelzpunkt der Copolymere sinkt mit zunehmendem molaren Anteil an mittelkettiger 3-HA. Somit kann die Schmelze weit genug von der Zersetzungstemperatur verarbeitet werden.
Die Kristallinität der Copolymere sinkt mit zunehmendem molaren Anteil an mittelkettiger 3-HA. Bei 10 mol % 3HHx beträgt sie noch 39 % im Vergleich zu 55 % bei reinem PHB.
Die Glasübergangstemperatur Tg von PHA-Copolymere sinkt mit Zunahme der Seitenkettenlänge. Die Glasübergangstemperatur Tg sinkt mit jeder Erhöhung des 3HHx-Co-Monomergehalts um 10 Mol-% um etwa 4 °C. Sie liegt je nach Autor in einem gewissen Bereich. Bei 10 mol % 3HHx liegt sie bei Poly(3HB-co-3HHx) bei 0 bis minus 6 °C, bei 20 mol % bei minus 1 bis minus 8 °C und beim statistischen reinen 3HHx bei minus 28 °C.
Bei Copolymeren mit anderen Copolymereinheiten sinkt die Glasübergangstemperatur weiter auf minus 9 °C, wenn man ein Poly(3HB-co-3HO) (Polyhydroxy-Buttersäure-co-Oktansäure) mit 12 mol % PHO vermisst.
Eine Erhöhung des 3HHx-Gehalts verbessert die Duktilität der Proben signifikant. Das ist die Eigenschaft eines Werkstoffs, sich unter Scherbelastung vor einem Bruch dauerhaft plastisch zu verformen.
Bei Poly(3HB-co-3HHx) Membranen mit 7 mol % 3HHX beträgt der Wasser-Kontaktwinkel 60,9 ±1,6 Grad, die Oberflächenspannung 42 N/m, die Adhesionsarbeit 111,1 N/m.
Die Steifigkeit (stiffness) von PHA-Copolymeren kann durch Einbau von mittelkettigen 3-HA Co-Monomer Einheiten eingestellt werden. Der Youngsche Modul Index sinkt linear mit dem Gehalt an Co-Monomere. Bei Poly(3HB-co-3HHx) mit 6 mol % 3HHX liegt er mit leicht unter 1000 MPa im Bereich von Polypropylen (PP). Er sinkt auf einen Wert von ca. 500 MPa bei Poly(3HB-co-3HHx) mit 10 mol % 3HHX. Damit ist er in der Größenordnung von HHDPE.
Eine weitere Eigenschaft von PHA-Copolymeren ist, dass sie als harter-elastischer Film mehrmals gedehnt werden können, und nach Wegfall der Zugkraft in die Originalform zurückspringen.

### Eigenschaften von PHB/PHHx-Copolymeren
Beispiel für Poly(3HB-3HHx) (PHBH) Eigenschaften von Kaneka
| Eigenschaft                                          | Dimension                                        | 6 mol % 3HHx | 15 mol % 3HHx |
| ---------------------------------------------------- | ------------------------------------------------ | ------------ | ------------- |
| Physikalische Eigenschaften                          |                                                  |              |               |
| Dichte                                               | g/cm³                                            | 1,2          | 1,19          |
| Wasserdampfdurchlässigkeit                           | g/m²/Tag bei 0,06 mm Foliendicke                 | 80–120       | 80–120        |
| Sauerstoffdurchlässigkeit                            | cm³/m²/Tag bei 1 bar und bei 0,06 mm Foliendicke | 0,300–0,900  | 0,300–0,900   |
| Mechanische Eigenschaften                            |                                                  |              |               |
| Zugfestigkeit                                        | MPa                                              | 28           | 25            |
| Elastizitätsmodul, Zugmodul                          | GPa                                              | 1,24         | 0,665         |
| Bruchdehnung                                         | %                                                | 26           | 331           |
| Biegemodul                                           | GPa                                              | 1,53         | 0,9           |
| Izod, Kerbschlagzahl                                 | J/m                                              | 33           | 39            |
| Thermische Eigenschaften                             |                                                  |              |               |
| Glasübergangstemperatur (Tg)                         | °C                                               | 2            | 0             |
| Vicat Erweichungspunkt, 1kg                          | °C                                               | 117          | 104           |
| Schmelzpunkt                                         | °C                                               | 142          | 136           |
| Wärmeformbeständigkeitstemperatur (HDT) bei 0,46 MPa | °C                                               | 100          | 87            |
| Optische Eigenschaften                               |                                                  |              |               |
| Trübung bei 0,1 mm Dicke                             | %                                                | 40           | 27            |

Bereiche von Eigenschaften unterschiedlicher Autoren.
(Die Werte liegen je nach Fermentationsbedingungen und 3HHx Gehalt in einem gewissen Schwankungsbereich).
| Name                                    | PHB                                   | PHB96/ PHHx4 Statistisch             | PHB94/ PHHx6 Statistisch  | PHB88/ PHHx12 Statistisch  | PHB85/ PHHx15 Statistisch  | PHB82/ PHHx18 Statistisch | PHB58/ PHHx42 Block     |
| Copolymer (mol %)                       | 100 (PHB)                             | 4                                    | 5–6                       | 10–12                      | 15–16                      | 18                        | 42 (Block)              |
| Beschaffenheit                          | Hart, spröde, kristallin              | Hart, wenig elastisch                | Hart, elastisch, flexibel | Weich, elastisch, flexibel | Weich, elastisch, flexibel | Weich, gummiartig         | Weich, gummiartig       |
| Anwendung                               |                                       | Geschmolzene Gegenstände, Spritzguss | Fasern                    | Filme                      | Filme                      | Beschichtung              |                         |
| Thermische Eigenschaften                |                                       |                                      |                           |                            |                            |                           |                         |
| Schmelzpunkt (°C)                       | 175–179                               | 150                                  | 140–145                   | 110–140                    | 95–125                     | 70–120                    | 172                     |
| Glasübergangstemperatur (°C)            | minus 3 bis plus 4                    | minus 5 bis plus 2                   | 0 bis minus 6             | minus 7 bis minus 2        | minus 8 bis minus 1        | minus 9 bis minus 3       | plus 2,7 und minus 16,4 |
| Mechanische Eigenschaften               |                                       |                                      |                           |                            |                            |                           |                         |
| Dichte (g/cm³)                          | 1,2–1,26 (amorph), 1,177 (kristallin) |                                      |                           | 1.07–1,25                  |                            |                           |                         |
| Bruch/Reißdehnung (%)                   | 3–8 %                                 |                                      | 200–260 %                 | ~500 %                     | ~660 %                     | ~900 %                    | ~207 %                  |
| Elastizitätsmodul (Young’s Modul) (MPa) | 1470–3.500                            |                                      | 900                       | 500                        |                            |                           | ~7,6                    |
| Zugfestigkeit (Tensil strength) (MPa)   | 14–21                                 |                                      | 80                        | 53                         |                            |                           | 1,42                    |

### Löslichkeit
Poly(3HB-co-3HHX)-Copolymere sind löslich in sogenannten grünen Lösungsmitteln wie Ethylacetat oder Aceton.
Sie sind löslich in Chloroform, Dimethylformamid oder Mischungen daraus.

### Hydrolyse-Stabilität
PHAs zeigen eine weitaus größere Hydrolyse-Stabilität im Vergleich zu PLA. PHA zersetzt sich nicht bei normaler Temperatur und Feuchtigkeit.
Jedoch zersetzt es sich schnell in heißer alkalischer Lösung. Das bedeutet, dass es als Druckfarbe verwendet werden kann und im Papier-recycling Prozess vollständig de-inked werden kann.

### Gaspermabilität
Bei Poly(3HB-co-3HHX)-Copolymere mit 10,5 Mol-% 3HHx betrug die Sauerstoffdurchlässigkeit 8,3 cm³/m²/Tag bei 1 bar und die  Kohlendioxiddurchlässigkeit betrug 54 cm³/m²/Tag bei 1 bar, und die Wasserdampfdurchlässigkeit betrug 1,42 g/m²/Tag bei 1 bar. Die Werte liegen sehr nahe an den typischen Bereichen für Polylactide (PLA) und etwas schlechter als die für Polyethylen (PE) gefundenen.

### Biologische Abbaubarkeit
PHAs können in der Natur durch Bakterien, Pilze oder Algen abgebaut werden.
PHAs sind in verschiedenen Umgebungen biologisch abbaubar: Boden, Heim -Kompostierer. Industrie-Kompostierer, Frischem Wasser, Meerwasser, anaerobischer Umgebung und Deponien.
Das Copolymer Poly(3HB-co-3HHx) unterliegt einem schnellen biologischen Abbauprozess mit und ohne Sauerstoff. Unter aeroben Bedingungen mineralisiert es sich in Wasser und Kohlenstoffdioxid. Unter anaeroben Bedingungen kann auch noch Methan entstehen. Die biologische Abbaubarkeit ist vergleichbar mit Zellulose. Dünne Filme und ungewebte Stoffe, die daraus hergestellt sind, zersetzen sich in feuchter und biotischer Umgebung vergleichbar wie Toilettenpapier und können über die lokalen Abwassersysteme entsorgt werden.
Ein Film aus einem Blend aus Poly(3HB-co-3HV) und Cellulose Triacetat weist beim Abbau bei pH=2,3 und 37 °C nach 62 Tagen einen Gewichtsverlust von 10 % auf. Unter gleichen Bedingungen braucht Poly(3HB-co-3HV) dazu 313 Tage.

## Analytik
In Volova et al. sind für die PHA Poly(3HB), Poly(3HB-co-17 mol % 3HV), Poly(3HB-co-18 mol % 3HHx) und Poly(3HB-co-10 mol % 4HB) detaillierte Diagramme von NMR-Spektren; IR-Spektren, IR-Tabellen; Chromatogramme in Abhängigkeit der Monomeranteile und des Molekulargewichts; X-ray Beugung veröffentlicht. Weiterhin führt diese Arbeit Strukturbilder von PHA-Membranoberflächen, Wasserkontaktwinkel, Oberflächenspannung, Interface free Energy und Adhesionsarbeit auf.

## Verarbeitung
Die Copolymer-Schmelze lassen sich im Spritzgussteile z. B. für Kosmetikflaschen, Becher, Bewässerungssysteme einsetzen.
Im 3D-Drucker können mit einer PHA Schmelze dünnwandige Teile oder solche mit komplexer Struktur und Teile mit feiner Oberfläche hergestellt werden.
Sie können im Schmelzspinnverfahren, extrudiert oder warmverfomt verarbeitet werden.
Weitere Verarbeitungsverfahren sind Thermoformen, Platten und Film Extrusion, Folienblasverfahren auf Standardmaschinen.

## Allgemeine Anwendungen
Die Polyhydroxybutyrat-Copolymere können je nach Zusammensetzung und mittlerem Molekulargewicht bzw. Molekulargewicht-Verteilung in verschiedener Gestalt, Form und Produkten wie. z. B. als Film, Papierblätter, Schaumstoff, Fasern, Schmelzen, Pulver, Beschichtungsmaterial, Laminat oder als Verbundstoffe oder angewendet werden.
Es gibt einzelne Szenarien, in denen Polyhydroxybutyrat-Copolymere vorteilhaft sein können.
• Dehnbare oder schrumpfbare Verpackungen und Einwegartikeln die mit Lebensmitteln oder Getränken in Berührung kommen, wie Plastikbehälter, Kaffee Kapseln, Einweggeschirr, Trinkhalme, Schalen, Besteck
• Kompostierbare Tragetüten und Müllsäcke;
• Landwirtschaftliche und gartenbautechnische Lösungen wie Mulchfolien, Pflanztöpfe
• Filme zum Laminieren und Coaten von Papierbecher, Platten oder als ungewebten Fasern
• Fischereiartikeln wie Fischernetze, Angelhaken, Angelschnüre,
• Fasern für Gewebe
In Japan haben etwa 10.000 Geschäfte von Seven-Eleven seit November 2019 damit begonnen, Poly(3HB-3HHx) (PHBH®)-Trinkhalme für Seven Cafés einzuführen, und Kaneka entwickelt gemeinsam mit Shiseido Kosmetikbehälter. Die U.S. Food and Drug Administration (FDA) hat seine Zustimmung zu Kanekas PHBH™ als Substanz für Lebensmittelkontakt erteilt (FCS# 1835).
Ihre Anwendungsvielfalt kann durch Einsatz von Weichmachern und Kristallisationshilfen erweitert und angepasst werden.
Ihre Anwendungsvielfalt kann durch Blenden mit anderen Polymeren wie Polymilchsäuren (PLA), Polycaprolacton (PCL), PMMA oder Glasfasern erweitert werden.